# Diochlistus analogus
Diochlistus analogus is een vliegensoort uit de familie Mydidae. De wetenschappelijke naam van de soort is voor het eerst geldig gepubliceerd in 1950 door Paramonov.
De soort komt voor in Australië (Queensland).